# ديودورو (ريو دي جانيرو)
ديودورو هو حي في المنطقة الغربية من ريو دي جانيرو، البرازيل. ديودورو هو واحد من أربع مناطق استضافت فعاليات الألعاب الأوليمبية الصيفية عام 2016 ، جنبا إلى جنب مع بارا دا تيجوكا، كوباكابانا ، ماراكانا.